# Du hast mich so fasziniert
"Du hast mich so fasziniert" (em português: "Tu fascinaste-me muito") foi a canção da Áustria no Festival Eurovisão da Canção 1960 que se dessnrolou em Londres, Inglaterra, Reino Unido, na sexta-feira 25 de março daquele ano.
A referida canção foi interpretada em alemão por Harry Winter. Na noite do festival, foi a sétima canção a ser escutada, a seguir à canção da Noruega "Voi Voi", interpretada por Nora Brockstedt e antes da canção monegasca  "Ce soir-là", cantada por François Deguelt. A canção austríaca terminou em 7.º lugar, tendo recebido um total de 6 pontos. No ano seguinte, a Áustria foi representada por Jimmy Makulis que interpretou a canção "Sehnsucht".

## Autores
- Letrista: Robert Gilbert
- Compositor: Robert Stolz
- Orquestrador: Robert Stolz

## Letra
A canção é de estilo chanson, estilo popular no festival, naquela época, com Winter cantando sobre uma rapariga que o fascinara muito, algures na Europa (possivelmente em Madrid ou Roma) e sobre a qual ele não consegue parar de pensar. No final da canção, no entanto, ele revela que "todo mundo sabe disso, menos você" - por outras palavras, ele nunca admitiu sua fascinação pela rapariga.